# 에세니 에니쾨
에세니 에니쾨(Eszenyi Enikő, 1961년 1월 11일 ~ )는 헝가리의 배우이다.

## 출연 작품
- 싱크 오브 미 (2016)
- 더 라스트 리포트 온 안나 (2009)
- 오버나잇 (2007)
- 콘트롤 (2003)
- 재미삼아 (1989)
- 미다스 터치 (1988)
- 하누센 (1988)